# Ceraphron obscurus
Ceraphron obscurus är en stekelart som först beskrevs av Fouts 1935.  Ceraphron obscurus ingår i släktet Ceraphron och familjen pysslingsteklar. Inga underarter finns listade i Catalogue of Life.